# Shidzue Katō
Shidzue Katō (加藤 シヅエ, Katō Shizue; Tokio, 2 de marzo de 1897-Tokio, 22 de diciembre de 2001) fue una feminista japonesa del siglo XX y una de las primeras mujeres elegidas para la Dieta de Japón. Katō fue conocida como una pionera del movimiento del control de natalidad y una defensora acérrima de eugenesia.

## Biografía
Katō Shidzue nació el 2 de marzo de 1897, en el seno de una familia ligada a las élites niponas. Se casó con el Barón Ishimoto Keikichi a los 17 años. Poco después de su matrimonio, Shidzue y su marido se mudaron a cuenca minera de Miike, en Kyūshū. Durante tres años presenciaron las horrendas condiciones bajo las que allí trabajaban hombres y mujeres. 
En 1919, la pareja se mudó a Estados Unidos, donde Shidzue estudió un programa de secretariado en la ciudad de Nueva York. Después la pareja regresó a Japón, el Barón empezó a trabajar para el Imperio del Japón, que estaba en pleno periodo de expansión, y la pareja se separó. Ella se fue implicando con Katō Kanju. Tuvieron que pasar muchos años hasta que la Agencia Imperial del Hogar le concedió permiso para terminar su matrimonio con el Barón y para casarse con Katō Kanju. 
En 1946 Katō Shidzue se unió al Partido Socialista de Japón (PSJ), logrando ser elegida representante por la Dieta de Japón en las elecciones generales de aquel mismo año. Con posterioridad fue miembro de la Cámara de Consejeros. Continuó su implicación en la política japonesa tras su retirada de la actividad parlamentaria. Incluso durante sus últimos años, habiendo superado ya los 100 años de edad, siguió interesada en las cuestiones políticas. Falleció el 22 de diciembre de 2001.